# Цукерман, Владимир Моисеевич
Влади́мир Моисе́евич Цукерма́н (1891, Симферополь — 22 августа 1937, Москва) — советский востоковед и дипломат. Один из фигурантов «Кремлёвского дела».

## Биография
Родился в еврейской семье, получил среднее образование. Временно исполняющий должность полномочного представителя РСФСР в Бухарском ханстве. Заместитель начальника отдела внешних сношений Туркестанской комиссии ВЦИК и СНК РСФСР в 1920, затем с августа того же года временно исполняющий должность начальника данного отдела и заместитель уполномоченного НКИД РСФСР в Средней Азии до 1921. Председатель чрезвычайной следственной комиссии для производства следствия по делу Хорезмского представительства ТАССР в городе Хива с декабря 1920 до 1921. Член президиума секции Среднего Востока ВНАВ. Заведующий 1-м Восточным отделом НКИД СССР (1929—1933), временный поверенный в делах СССР в Персии (1933), заведующий 3-м Восточным отделом НКИД СССР (1933—1937). Проживал в Москве по адресу: улица Каляевская, дом 5, квартира 287.
Арестован 17 мая 1937 года. Обвинён в шпионаже. Имя Цукермана было включено в сталинский расстрельный список, датированный 20 августа 1937 года. Приговорён к ликвидации Сталиным, Молотовым, Косиором, Ворошиловым и Кагановичем. 22 августа 1937 года приговор формально утверждён на заседании Военной коллегией Верховного суда СССР. Казнён в тот же день. Труп кремирован в крематории Донского кладбища. Реабилитирован посмертно 9 мая 1957 года.